# Показатель Гёльдера
Показатель Гёльдера {\displaystyle \alpha } (известен также как показатель Липшица) — характеристика гладкости функции. Локальный (точечный) показатель Гёльдера характеризует локальную гладкость (локальную нерегулярность) функции в точке. В общем случае показатель Гёльдера является вещественным.

## Определение
Функция {\displaystyle f} имеет локальный (или точечный) показатель Гёльдера {\displaystyle \alpha \geqslant 0} в точке {\displaystyle v} тогда, когда существует константа {\displaystyle K\geqslant 0} и полином {\displaystyle p_{v}} порядка {\displaystyle m=\alpha } такой, что {\displaystyle \forall t\in \mathbb {R} }
{\displaystyle |f(t)-p_{v}(t)|\leqslant K|t-v|^{\alpha }.}
Если функция {\displaystyle f} регулярна по Гёльдеру с показателем {\displaystyle \alpha } (имеет однородный показатель Гёльдера {\displaystyle \alpha }) {\displaystyle \alpha >m} в окрестности точки {\displaystyle v}, то это означает что функция обязательно {\displaystyle m} раз дифференцируема в этой окрестности.
Функция, которая терпит разрыв в точке {\displaystyle v}, имеет показатель Гёльдера {\displaystyle \alpha =0} в этой точке.
Локальный (точечный) показатель Гёльдера может произвольно изменяться во времени. Это изменение может создаваться функцией с так называемыми неизолированными нерегулярностями, где функция имеет разную регулярность по Гёльдеру в каждой точке. В противоположность, постоянный (однородный) во времени показатель Гёльдера обеспечивает более глобальное измерение регулярности, которое относится ко всему интервалу.
Говоря неформальным языком, показатель Гёльдера определяет дробную дифференцируемость функции (в точке).

## Свойства
Показатель Гёльдера функции {\displaystyle f} на множестве {\displaystyle \mathbb {R} } определяется предельным спадом его Фурье-преобразования.
Сигнал ограничен и имеет однородный показатель Гёльдера {\displaystyle \alpha } на множестве {\displaystyle \mathbb {R} }, если {\displaystyle \int \limits _{-\infty }^{+\infty }|{\hat {f}}(\omega )|(1+|\omega |^{\alpha })\,d\omega <+\infty }.
Локальный показатель Гёльдера может быть рассчитан исходя из спада коэффициентов вейвлет-преобразования функции, находящихся на линии локальных максимумов модуля вейвлет-преобразования.